# Canale Piovego
Het Canale Piovego is een kanaal in Noord-Italië, in de provincie Padua,
dat ten oosten van Padua de rivieren Brenta en Bacchiglione met elkaar verbindt.
Het kanaal is in 1209 aangelegd.
In 1143 heeft de stad Vicenza het Canale Bisatto aangelegd, om Padua van zijn water te beroven 
tijdens een oorlog tussen de twee steden.
Als antwoord heeft de stad Padua in 1209 het Canale Piovego gegraven, om de stad te voorzien van water uit de Brenta.
Het Canale Piovego vormt samen met het Brentakanaal een historisch belangrijke waterverbinding tussen Padua en Venetië.